# Olkisaari (ö i Södra Savolax)
Olkisaari är en ö i Finland. Den ligger i sjön Orivesi och i kommunerna Rääkkylä och Nyslott och landskapen  Södra Savolax och Norra Karelen, i den sydöstra delen av landet, 300 km nordost om huvudstaden Helsingfors. Öns area är 53,8 hektar och dess största längd är 1,4 kilometer i sydöst-nordvästlig riktning.